# Robert Sweet
Robert Lee Sweet (* 21. března 1960, Lynwood, Kalifornie) je americký metalový bubeník. Proslavil se jako spoluzakladatel křesťanskometalové skupiny Stryper.

## Kariéra
Robert objevil bicí, když mu bylo 10 let a uviděl v klubu modrou bicí soupravu Ludwig Drums. Souprava ho natolik upoutala, že se do nástroje „zamiloval“.
Během střední školy spolupracoval se ředitelem školy na sestavení rockové kapely namísto toho, aby se účastnil tradičního školního hudebního programu, jako je pochodová kapela. Po střední škole odešel studovat hudbu na vysokou školu, ale po měsíci odešel.
Začátkem 80. let založil s mladším bratrem Michaelem skupinu s názvem Roxx Regime. Nějakou dobu hráli v triu a Michael byl kytarista a zpěvák. Později si změnili název na Stryper. Skupina se pokusila zpochybnit, že heavy metal je satanistický a dostali křesťanský metal do hlavního proudu.
Sweet se stal známým jako „Visual Time Keeper“ pro své divoké a podmanivé bubnování a podmanivé bicí. Od roku 1978 začal používat boční nastavení bicích jako způsob, jak zlepšit svůj styl a spojit se s publikem.
Sweet je samouk a svůj styl rozvíjí a zdokonaluje hraním spolu s ostatními bubeníky.
Sweet se stal křesťanem v roce 1975, kdy mu bylo 15 let.

## Vybavení
Robert používá bicí Yamaha, činely Stagg a paličky Regal Tip. Dříve používal bicí Sonor, Pearl, Ddrum, DW Drums a Crush. A také činely Paiste, Dream a Zildjian.